# 표재성 혈전성 정맥염
표재성 혈전성 정맥염(表在性血栓性靜脈炎, superficial thrombophlebitis, superficial vein thrombosis, SVT)은 홍반에 통증이 있는 경결(硬結)로 나타나는 표재 정맥의 혈전증이자 염증이다.
표재성 혈전성 정맥염은 염증 및 혈전증에 기인한 것으로, 정맥의 감염은 흔하지 않다. 보통 양성으로서 자가 치유가 되는 질병이지만, 심부정맥 혈전증(DVT), 심지어는 폐색전증(PE)과 합병되는 경우도 있다. 이동성 표재성 혈전성 정맥염은 트루소 증후군으로 부른다.